# Villeneuve-Saint-Vistre-et-Villevotte
 Villeneuve-Saint-Vistre-et-Villevotte  es una población y comuna francesa, en la región de Champaña-Ardenas, departamento de Marne, en el distrito de Épernay y cantón de Sézanne.

## Demografía
| 114 | 101 | 108 | 102 | 107 | 121 |
| Para los censos de 1962 a 1999 la población legal corresponde a la población sin duplicidades (Fuente: INSEE [Consultar]) |     |     |     |     |     |